# ارغن (تمتركا)
ارغن هو دُوَّار يقع بجماعة اوناين، إقليم تارودانت، جهة سوس ماسة في المملكة المغربية. ينتمي الدوّار لمشيخة تمتركا التي تضم 14 دوار. يقدر عدد سكانه بـ 118 نسمة حسب الإحصاء الرسمي للسكان والسكنى لسنة 2004.

## روابط خارجية
- البوابة الوطنية للجماعات الترابية
- المندوبية السامية للتخطيط